# Zemská silnice B90
Zemská silnice Nassfeld Straße B 90 se nachází ve spolkové zemi Korutany, v Rakousku. Vede z údolí Gailtal k horskému průsmyku Nassfeld na státní hranici s Itálií. Její délka je zhruba 13 km. Z údolí řeky Gail ve výši cca 607 m n. m. vystoupá vysoko do hor až do výše 1535 m n. m. na horském průsmyku Nassfeldpass.

## Popis
| km   | Místo               | Popis                                                         | m n. m. |
| ---- | ------------------- | ------------------------------------------------------------- | ------- |
| 0    | Tröpolach           | B90 začíná odbočkou z Gailtal Straße B111                     | 607     |
| 0,25 | Tröpolach           | Most přes B111, železniční trať Gailtalbahn a řeku Gail       | 595     |
| 1,4  | Tröpolach           | průjezd osadou                                                | 602     |
| 3,6  | Oselitzenbach       | Most Nikolo-Brücke přes potok Oselitzenbach - kaskáda         | 750     |
| 7,7  | Vorderer Bodensee   | Parkoviště u jezírka                                          | 1100    |
| 10,9 | Alm Resort Nassfeld | Spodní stanice lanovky na Gartnerkofel                        | 1410    |
| 12,7 | Nassfeldpass        | Horský průsmyk, B90 končí a v Itálii pokračuje silnicí SP 110 | 1535    |

Poznámka: v tabulce uvedené kilometry a nadmořské výšky jsou přibližné.